# Ankylorhiza
Ankylorhiza é um gênero extinto de golfinho que viveu na Carolina do Sul durante o início do mioceno.

## Descrição
Ankylorhiza é conhecido a partir de um único esqueleto com cerca de 4.6 metros de comprimento. Ankylorhiza tem dentes longos, o que lhe permitiu caçar presas como baleias assassinas. Embora eles estejam pouco relacionados, eles exibem características semelhantes. Isso sugere que dois grupos de cetáceos separados desenvolveram características semelhantes. A estrutura óssea indica Ankylorhiza como um predador e teve ecolocalização. As baleias predadoras de hoje tendem a não ter ecolocalização, uma característica única do nicho em que Ankylorhiza habita.

## Paleoecologia
Ankylorhiza provavelmente se tornou o principal predador depois que os últimos cachalotes morreram 5 milhões de anos atrás, e as baleias assassinas evoluíram 1 ou 2 milhões de anos atrás.